# Avraamij (Letnickij)
Avraamij (světským jménem: Alexandr Ivanovič Letnickij; 1838, Astrachaň – 24. října 1893, Saratov) byl ruský duchovní Ruské pravoslavné církve a biskup saratovský a cyricynský.

## Život
Narodil se roku 1838 v Astrachani v rodině diákona. Brzy přišel o otce.
Roku 1851 dokončil Astrachaňské duchovní učiliště a roku 1858 Astrachaňský duchovní seminář. Poté pokračoval ve studiu na Kazaňské duchovní akademii.
Dne 14. ledna 1863 se stal asistentem inspektora Smolenského duchovního semináře a 19. ledna asistentem rektora.
Dne 4. května 1863 byl postřižen na monacha a přijal mnišské jméno Avraamij. O čtyři dny později byl rukopoložen na hierodiakona a následující den na jeromonacha.
Roku 1863 obhájil titul kandidáta bohosloví a 25. února 1865 získal titul magistra teologie.
Dne 9. října 1865 se stal inspektorem Tverského duchovního semináře a 30. října 1868 rektorem Vologdského duchovního semináře.
Dne 28. listopadu 1868 byl povýšen na archimandritu.
Dne 20. října 1874 byl jmenován rektorem Tifliského duchovního semináře a 23. prosince 1879 Kalužského duchovního semináře.
Dne 8. září 1880 byl Nejsvětějším synodem zvolen biskupem michajlovským a vikářem rjazaňské eparchie.
Dne 27. června 1881 byl ustanoven biskupem brestským a vikářem litevské eparchie a 9. března 1885 biskupem tobolským a sibiřským.
Dne 16. prosince 1889 se stal biskupem saratovským a cyricynským.
V Saratovském duchovním semináři zavedl hodiny medicíny a včelařství.
Během jeho pobytu na Saratovském stolci trpěla eparchie neúrodou a cholerou. Během roku hladomoru nešetřil na pomoci těm, kteří to potřebovali, a také přesvědčil duchovenstvo, aby poskytlo dary ve prospěch hladovějících. Během epidemie cholery nařídil, aby duchovní při každé příležitosti vysvětlovali nakažlivost cholery a opatření k ochraně před ní a k oslabení epidemie.
Zemřel 24. října 1893. Byl pohřben v dolním chrámu katedrálního chrámu v Saratově.